# 道格拉斯·葛瑞罕
道格拉斯·葛瑞罕（英語：Douglas Gresham，1945年1月10日—）是一名美裔英國傳記作家、演員和電影製片人，亦為作家威廉·林賽·葛瑞罕和海倫·喬依·戴維德曼的兒子，C·S·路易斯的繼子。

## 生平
葛瑞罕於1945年出生於美國紐約市，是威廉·林賽·葛瑞罕和海倫·喬依·戴維德曼的兒子，有一個兄長大衛·林賽·葛瑞罕。1954年，因雙親分居，葛瑞罕隨著母親與兄長移居英國。他就讀薩里郡皮爾佛特的丹恩皇家小學，學費皆由C·S·路易斯資付。1956年，母親與路易斯結婚，葛瑞罕因此成為路易斯的繼子。1960年，母親因癌症病逝；1963年，繼父路易斯也去世了。
道格拉斯·葛瑞罕與母親和繼父一樣信仰基督教，但其兄長大衛卻信仰猶太教。
葛瑞罕也在納尼亞傳奇系列電影中擔任聯合製片人，確保電影劇本忠於原著小說。他還於該系列電影第一部《納尼亞傳奇：獅子·女巫·魔衣櫥》中為電台播音員配音，於第二部《納尼亞傳奇：賈思潘王子》中客串飾演Telmarine crier，於第三部《納尼亞傳奇：黎明行者號》客串飾演一名奴隸買家。

## 家庭
葛瑞罕與梅麗結婚，他們有三個兒子和兩個女兒。

## 影視形象
在1993年電影《影子大地》，道格拉斯·葛瑞罕由約瑟夫·馬傑羅飾演。

## 外部連結
- 道格拉斯·葛瑞罕在互联网电影资料库（IMDb）上的資料（英文）
- Douglas Gresham在国会图书馆管理局的纪录，有5条目录纪录